# Licaria comata
Licaria comata är en lagerväxtart som beskrevs av Van der Werff. Licaria comata ingår i släktet Licaria och familjen lagerväxter. Inga underarter finns listade i Catalogue of Life.